# ANGELS (satellite)
Pour les articles homonymes, voir Angels.
ANGELS, acronyme de Argos Neo on a Generic Economical and Light Satellite, est un nano-satellite développé conjointement par le CNES et le fabricant d'équipements électroniques Hemeria (ex NEXEYA) qui emporte une charge utile Argos miniaturisé et est lancé le 18 décembre 2019. ANGELS est un satellite d'environ 25 kilogrammes basé sur une plateforme CubeSat 12U qui doit servir de prototype pour une constellation de satellites déployée à compter de 2024, Kinéis.

## Contexte
La décision de construire ce satellite fait suite à des études menées depuis 2014 conjointement par le  CNES et NEXEYA (devenu en 2019 Hemeria)  pour mettre au point des solutions techniques permettant la réalisation de nano et micro satellites. La construction de ces derniers constituent un secteur de l'activité spatiale ayant un fort potentiel de croissance grâce à la miniaturisation des équipements électroniques et des instruments scientifiques. La construction d'ANGELS a été décidée au printemps 2017 et a fait l'objet d'un contrat cofinancé par les deux organisations à hauteur de 9,3 millions €. Le satellite permettra en premier lieu d'assurer une meilleure couverture satellitaire pour les balises Argos car les satellites (MetOp, JPSS et SARAL) assurant le relais entre les balises Argos et les stations terrestres  ne permettent plus de couvrir de manière continue que l'orbite du soir. Le nano-satellite doit également servir de tête de série pour une plateforme modulaire conçue pour les satellites de moins de 50 kilogrammes. Le CNES, qui a essayé de fédérer les besoins dans le domaine des nano-satellites en créant le club nano, assume ainsi de nouveau le rôle de concepteur de plateforme modulaire qu'elle avait adoptée en concevant les plateformes Proteus (satellites de moins de 500 kg) et Myriade (satellites de moins de 100 kg) mais cette fois elle se confie d'emblée la réalisation à un partenaire industriel.

## Caractéristiques techniques
ANGELS utilise une plateforme au format CubeSat 12U (environ 25 kg). La charge utile Argos Neo développée par Thales Alenia Space et Syrlinks constitue une version considérablement allégée de l'équipement lancé à bord des satellites précédents. La masse passe de 18 à 2,5 kg et elle consomme 15 watts contre 40 watts. La plateforme générique dérivée de ce prototype doit couvrir une gamme de satellites allant du format CubeSat 6U à 27U (12 à 45 kg) en garantissant une durée de vie de 4 à 5 ans. La plateforme pourrait trouver des débouchés d'abord de manière récurrente avec le système Argos mais également dans le domaine de la défense et à l'export.

## Déploiement
ANGELS a été lancé le 18 décembre 2019 en tant que charge utile secondaire par une fusée Soyouz qui a décollé de la base de lancement de Kourou en emportant notamment le télescope spatial CHEOPS développé par l'Agence spatiale européenne. ANGELS a été placé sur une orbite héliosynchrone à 500 km d'altitude.
Deux ans après son lancement, ANGELS est prolongé deux ans et demi de plus  et sa mission s'arrête le 18 décembre 2024.